# 仰协
仰协（1958年—），浙江省杭州市人，汉族，中华人民共和国政治人物、第十二届全国人民代表大会四川地区代表。
毕业于成都电子科技大学高级工商管理专业。加入中国民主建国会。2013年，担任全国人大代表。2018年1月，当选第十三届全国政协委员。